# Chlorocypha curta
Chlorocypha curta (лат.) — вид стрекоз из семейства Chlorocyphidae. Африка: Ангола; Бенин; Буркина-Фасо; Кот-д’Ивуар; Камерун; Центральноафриканская Республика; Конго-Браззавиль; Демократическая Республика Конго; Экваториальная Гвинея; Габон; Гана; Кения; Либерия; Мали; Нигерия; Республика Гвинея; Сьерра-Леоне; Судан; Того; Уганда. Рассматривается МСОП в статусе Вызывающие наименьшие опасения.

## Описание
Среднего размера стрекозы. Самцы сходны с C. cancellata и C. helenae синими терминальными абдоминальными сегментами, резко контрастирующими с базальными сегментами. Однако отличается (1) переднеплечевой полосой, дорсально окрашенной чёрным цветом, часто разделяющим полосу на 2 ветви; (2) голени белые спереди, а не полностью чёрные; (3) базальные сегменты ярко-красные с небольшими (суб)апикальными чёрными отметинами. Встречаются в основном около рек, но также и ручьи, в открытых ландшафтах, но иногда и на открытых участках в лесу или, возможно, в тени галерейного леса. Вероятно, часто с погружёнными в воду корнями, мёртвыми стволами или ветвями и/или грубым детритом. Встречаются на высотах от 0 до 1600 м над уровнем моря, но в основном ниже 800.